# Isla San José (Colombia)
San José (en portugués: São José) es una isla fluvial perteneciente a Colombia. Administrativamente está integrada en la Área no municipalizada La Guadalupe en el departamento de Guainía. Se localiza en el curso del río Negro, al frente de la Piedra del Cocuy. Sirve de punto final de las fronteras con Venezuela y con Brasil, por lo que se le considera un punto trifinio.

## Clima
Con un clima es tropical y temperatura de 22 °C. El mes más cálido es febrero, a 24 °C, y el más fresco es junio, a 20 °C. La precipitación promedio es de 4,286 milímetros por año. El mes con mayor precipitación es mayo, con 571 milímetros de lluvia, y el mes con menor es noviembre, 216 milímetros.